# Ewa Pajor
Ewa Pajor est une joueuse de football polonaise née le 3 décembre 1996. Elle évolue au poste d'attaquante au FC Barcelone ainsi qu'en Équipe de Pologne. Le 9 octobre 2013, elle reçoit le titre de meilleure joueuse du Championnat d'Europe des moins de 17 ans.

## Biographie

### En club
Ewa Pajor rejoint le centre de formation du Medyk Konin à 11 ans, accompagnée de sa sœur aînée Paulina. Elle joue ses premiers matches en 2012 à 15 ans avec le Medyk Konin en Ekstraliga. Elle devient la plus jeune buteuse de l'histoire du championnat polonais.
Elle signe en 2015 au VfL Wolfsburg. Elle est diagnostiquée d'un kératocône et est proche de perdre la vue. Elle atteint la finale de Ligue des champions en 2016 mais Wolfsburg s'incline face à Lyon. En 2017, elle remporte son premier titre en Bundesliga, qui sera suivi de quatre autres.
En 2018-2019, elle inscrit 24 buts en 19 matches de championnat pour terminer meilleure buteuse de la compétition. En 2018 et en 2020, Ewa Pajor et Wolfsburg perdent deux nouvelles fois en finale de Ligue des champions contre Lyon.
Entre 2020 et 2022, deux blessures au genou l'éloignent souvent des terrains. En 2022-2023, alors qu'elle peut enfin jouer une saison pleine, elle termine meilleure buteuse de la Ligue des champions et atteint la finale pour la quatrième fois, Wolfsburg étant battu cette fois par Barcelone. La saison suivante, elle domine le classement des buteuses en championnat avec 18 réalisations.
Au mercato estival 2024, elle rejoint le FC Barcelone, champion d'Europe en titre. En finale de supercoupe 2025, elle marque un doublé contre le Real Madrid et décroche son premier trophée avec Barcelone. Le même mois, en demi-finale aller de coupe de la Reine, elle devient la première joueuse à inscrire un triplé lors d'un clásico.

### En sélection
Avec l'équipe de Pologne, Ewa Pajor remporte l'Euro des moins de 17 ans en 2013, et est nommée meilleure joueuse du tournoi. La même année, elle joue son premier match avec l'équipe senior et inscrit sono premier but.
Le 3 décembre 2024, le jour de son 28e anniversaire, Ewa Pajor marque contre l'Autriche et qualifie la Pologne pour l'Euro 2025, le premier tournoi majeur de son histoire.

## Style de jeu
Ewa Pajor est une attaquante de pointe qui excelle à la finition, que ce soit des pieds ou de la tête. Elle peut aussi évoluer sur l'aile, à gauche comme à droite, où ses qualités de dribble lui permettent de briller. Enfin, elle peut joue en "trequartista", juste derrière une autre numéro 9.

## Statistiques

### En sélection
Le tableau suivant dresse les statistiques d'Ewa Pajor en Pologne par année.
| Sélection | Année | Statistiques | Statistiques |
| Sélection | Année | Matchs       | Buts         |
| --------- | ----- | ------------ | ------------ |
| Pologne   | 2013  |              | 2            |
| Pologne   | 2014  |              | 10           |
| Pologne   | 2015  |              | 5            |
| Pologne   | 2016  |              | 4            |
| Pologne   | 2017  |              | 7            |
| Pologne   | 2018  |              | 4            |
| Pologne   | 2019  |              | 2            |
| Pologne   | 2020  |              | 5            |
| Pologne   | 2021  |              | 6            |
| Pologne   | 2022  |              | 7            |
| Pologne   | 2023  |              | 7            |
| Pologne   | 2024  |              | 5            |
| Total     | Total |              | 64           |

## Palmarès

### En club
Medyk Konin
- Championnat de Pologne (2) :
  - Championne en 2014 et 2015
  - Deuxième en 2013
- Coupe de Pologne (3) :
  - Vainqueure en 2013, 2014 et 2015

 VfL Wolfsburg
- Championnat d'Allemagne (5) :
  - Championne en 2017, 2018, 2019, 2020 et 2022
  - Deuxième en 2016, 2021, 2023 et 2024
- Coupe d'Allemagne (9) :
  - Vainqueure en 2016, 2017, 2018, 2019, 2020, 2021, 2022, 2023 et 2024
- Supercoupe d'Allemagne (0) :
  - Finaliste en 2024
- Ligue des champions (0) :
  - Finaliste en 2016, 2018, 2020 et 2023

 FC Barcelone
- Championnat d'Espagne (1) :
  - Championne en 2025
- Supercoupe d'Espagne (1) :
  - Vainqueure en 2025

### En équipe nationale
- Pologne (moins de 17 ans)
  - Vainqueur du Championnat d'Europe des moins de 17 ans 2013 en Suisse[7]

### Distinctions personnelles
- Élue meilleure joueuse[8] du championnat d'Europe féminin des moins de 17 ans en 2013
- Meilleure buteuse de la Ligue des champions féminine de l'UEFA en 2022-2023
- Meilleure buteuse du Championnat d'Allemagne en 2018-2019
- Meilleure buteuse du Championnat d'Allemagne en 2023-2024
- Meilleure buteuse du Championnat d'Espagne en 2024-2025